# Bobovik
Bobovik (izvirno srbsko Бобовик) je naselje v Srbiji, ki upravno spada pod Občino Vladimirci; slednja pa je del Mačvanskega upravnega okraja.

## Demografija
V naselju, katerega izvirno (srbsko-cirilično) ime je Бобовик, živi 253 polnoletnih prebivalcev, pri čemer je njihova povprečna starost 41,6 let (39,4 pri moških in 43,7 pri ženskah). Naselje ima 105 gospodinjstev, pri čemer je povprečno število članov na gospodinjstvo 2,92.
To naselje je, glede na rezultate popisa iz leta 2002, večinoma srbsko.
|  |

| Demografija | Demografija     | Demografija     |
| Leto        | Št. prebivalcev | Št. prebivalcev |
| ----------- | --------------- | --------------- |
|             |                 |                 |
|             |                 |                 |
|             |                 |                 |
|             |                 |                 |
| 1948        | 389             |                 |
| 1953        | 438             |                 |
| 1961        | 360             |                 |
| 1971        | 323             |                 |
| 1981        | 333             |                 |
| 1991        | 634             | 618             |
| 2002        | 330             | 307             |
|             |                 |                 |

| Etnična sestava po popisu iz leta 2002 | Etnična sestava po popisu iz leta 2002 | Etnična sestava po popisu iz leta 2002 | Etnična sestava po popisu iz leta 2002 | Etnična sestava po popisu iz leta 2002 |
| -------------------------------------- | -------------------------------------- | -------------------------------------- | -------------------------------------- | -------------------------------------- |
| Srbi                                   | Srbi                                   |                                        | 303                                    | 98,69%                                 |
| Hrvati                                 | Hrvati                                 |                                        | 2                                      | 0,65%                                  |
| Črnogorci                              | Črnogorci                              |                                        | 1                                      | 0,32%                                  |
| Neznano                                | Neznano                                |                                        | 1                                      | 0,32%                                  |